# Sisyrinchium tafiense
Sisyrinchium tafiense är en irisväxtart som beskrevs av Pierfelice Ravenna. Sisyrinchium tafiense ingår i släktet gräsliljor, och familjen irisväxter. Inga underarter finns listade i Catalogue of Life.